# Ozzy Osbourne
Ozzy Osbourne (anglès: John Michael Osbourne)  (Marston Green, 3 de desembre de 1948 - Jordans, 22 de juliol de 2025) fou un cantant i compositor de heavy metal anglès. Va ser membre del grup Black Sabbath i després va encetar una dilatada carrera en solitari.

## Biografia
Fill de John Tomas i Lillian Osbourne, va ser el quart de sis germans: tres noies més grans (Jean, Iris i Gillian) i dos nois més petits (Paul i Tony). Després d'una infantesa pobre en una família desestructurada, va deixar l'escola als 15 anys i després de diverses feines va començar una carrera delictiva. Més endavant va ser detingut per robatori i va ser condemnat a 3 mesos de presó (part dels seus tatuatges pertanyen a aquesta època). Va ser cantant en alguns grups musicals fins que va conèixer Tony Iommi, Bill Ward i Geezer Butler, juntament amb els quals va formar el grup musical Earth que més tard s'anomenaria Black Sabbath. Va tenir sis fills: Elliot, Louis, Jessica (del primer matrimoni) i Aimee, Kelly i Jack (del matrimoni amb Sharon Osbourne).
La seva vida va estar sempre marcada per l'addicció a diverses drogues i l'excentricitat. Una de les anècdotes més conegudes va ser quan va arrencar el cap d'un ratpenat d'una mossegada, durant un concert. La història es va repetir en una junta de la cadena British Broadcasting Corporation (BBC), aquest cop amb dos coloms, que va dur seguint un consell de la seva dona, com a símbol de la pau; l'excés d'alcohol li va fer oblidar el propòsit.
El 1989 va ser detingut per intent d'homicidi de la seva dona. Després de 3 mesos d'internament en un centre de desintoxicació la parella es va reconciliar.
El 2001 la cadena MTV va fer una sèrie anomenada The Osbournes, protagonitzada per la seva família i rodada a casa seva, que el va tornar a fer popular.

## Infancia i joventut
Osbourne va néixer a l'Hospital Maternitat de Marston Green prop de Coleshill, Anglaterra. Va créixer a la zona d'Aston de Birmingham. La seva mare, Lilian (de soltera Unitt; 1916–2001), era una catòlica no observadora que treballava dies a una fàbrica de Lucas. El seu pare, John Thomas "Jack" Osbourne (1915–1977), va treballar en torns de nit com a fabricant d'eines a la General Electric Company. Osbourne té tres germanes grans, Jean, Iris i Gillian, i dos germans petits, Paul i Tony. La família vivia en una petita casa de dues habitacions a 14 Lodge Road a Aston. Osbourne ha tingut el sobrenom "Ozzy" des de l'escola primària. Osbourne va ser tractat de dislèxia a l'escola.
A l'edat d'11 anys, va patir abús sexual per part dels assetjadors escolars. Osbourne va afirmar haver intentat suïcidar-se diverses vegades quan era adolescent. Va deixar l'escola als 15 anys i va treballar com a peó de construcció, en pràctiques de lampista, aprenent de fabricant d'eines, afinador de botzines de fàbrica d'automòbils i treballador d'escorxador. Quan era jove es va dedicar al crim i va passar sis setmanes a la presó de Winson Green quan no va poder pagar una multa després de ser condemnat per robar una botiga de roba; per donar una lliçó al seu fill, el seu pare es va negar a pagar la multa.

Osbourne va participar en obres de teatre escolar, incloses The Mikado de Gilbert i Sullivan i H.M.S. Pinafore. Posseeix un accent Brummie "vacil·lant". Amb el primer senzill d'èxit de The Beatles, als 14 anys, Osbourne es va convertir en un fan de la banda, i atribueix a la cançó "She Loves You" dels Beatles de 1963 per inspirar-lo a convertir-se en músic. Al documental de 2011 "God Bless Ozzy Osbourne", va dir que, inspirat en The Beatles, 
"sabia que seria una estrella de rock la resta de la meva vida".

## Carrera
Article principal: Black Sabbath (anglès)

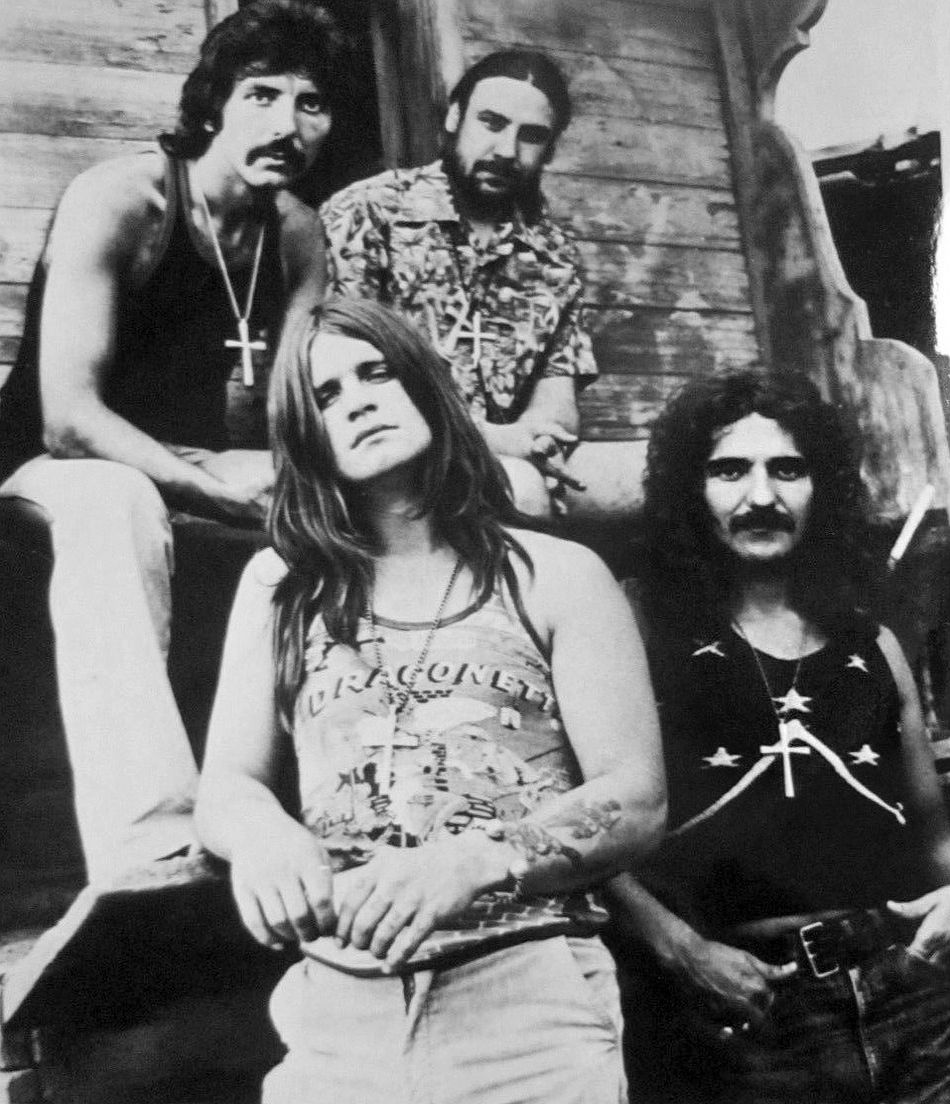
Osbourne (a baix a l'esquerra) amb Black Sabbath el 1972

A finals de 1967, Geezer Butler va formar la seva primera banda, Rare Breed, i va reclutar a Osbourne per servir el seu vocalista. La banda va fer dos espectacles i després es va separar. Osbourne i Butler es van reunir en una altra banda, "Polka Tulk Blues", que incloïa el guitarrista Tony Iommi i el bateria Bill Ward, la banda del qual "Mythology" es va separar recentment. Van canviar el nom de la banda Earth. Però després de ser reservats accidentalment per a un espectacle en lloc d'una banda diferent amb el mateix nom, van decidir canviar el nom de la banda de nou, decidint-se pel nom Black Sabbath l'agost de 1969. El nom de la banda es va inspirar en la pel·lícula del mateix títol. Black Sabbath va notar com la gent gaudia d'espantar-se durant les seves aparicions, la qual cosa va inspirar la seva decisió de tocar un estil de música de blues pesat amb sons i lletres ombrívols. Mentre gravava el seu primer àlbum, Butler va llegir un llibre ocult i es va despertar veient una figura fosca al final del seu llit. Butler li va explicar a Osbourne i junts van escriure la lletra de "Black Sabbath", la seva primera cançó en una vena més fosca.
El segell discogràfic nord-americà de la banda, Warner Records, va invertir-hi només modestament, però Black Sabbath va tenir un èxit ràpid i durador. Construït al voltant dels riffs de guitarra de Tony Iommi, les lletres de Geezer Butler, els ritmes foscos de la bateria de Bill Ward, i rematat per les veus inquietants d'Osbourne, el seu àlbum debut "Black Sabbath and Paranoid" va tenir un èxit comercial i també va obtenir una emissió de ràdio considerable. Osbourne recorda, però, que, "en aquells dies, la banda no era gaire popular entre les dones".
En aquesta època, Osbourne va conèixer per primera vegada la seva futura esposa, Sharon Arden. Després de l'èxit inesperat del seu primer àlbum, Black Sabbath considerava al pare de Sharon, Don Arden, com el seu nou gerent, i Sharon treballava en aquell moment com a recepcionista de Don. Osbourne admet que es va sentir atret per ella immediatament, però va suposar que "probablement pensava que era un boig". Més tard, Osbourne va recordar que el millor d'haver escollit finalment Don Arden com a gerent va ser que va poder veure Sharon regularment, encara que la seva relació era estrictament professional en aquell moment.
Només cinc mesos després del llançament de Paranoid, la banda va llançar Master of Reality. L'àlbum va arribar al top ten tant als Estats Units com al Regne Unit, i va ser certificat or en menys de dos mesos. A la dècada de 1980 va rebre la certificació de platí i va obtenir el doble de platí a principis del segle XXI. Les crítiques de l'àlbum van ser desfavorables. Lester Bangs de Rolling Stone va descartar Master of Reality com a "ingenu, simplista, repetitiu i absolut doggerel", encara que la mateixa revista més tard col·locaria l'àlbum al número 298 de la seva llista dels 500 millors àlbums de tots els temps, compilada el 2003.
El setembre de 1972, Black Sabbath va llançar "Black Sabbath Vol. 4." Els crítics van desestimar l'àlbum, però va aconseguir l'estatus d'or en menys d'un mes i va ser el quart àlbum consecutiu de la banda a vendre més d'un milió de còpies als Estats Units.
El novembre de 1973, Black Sabbath va llançar l'aclamat "Sabbath Bloody Sabbath". Per primera vegada, la banda va rebre crítiques favorables a la premsa principal. Gordon Fletcher de Rolling Stone va qualificar l'àlbum d'"un afer extraordinàriament apassionant" i "ni menys que un èxit total". Dècades més tard, Eduardo Rivadavia d'AllMusic va qualificar l'àlbum d'"obra mestra, essencial per a qualsevol col·lecció de heavy metal", alhora que va afirmar que la banda mostrava "un nou sentit de finor i maduresa". L'àlbum va marcar el cinquè àlbum consecutiu de venda de platí de la banda als Estats Units. "Sabotage" es va estrenar el juliol de 1975. De nou hi va haver crítiques favorables. Rolling Stone va declarar: "El sabotatge no només és el millor disc de Black Sabbath des de Paranoid, sinó que podria ser el millor de tots". En una revisió retrospectiva, AllMusic va ser menys favorable, assenyalant que "la química màgica que va crear àlbums com Paranoid i El volum 4 tan especial començava a desintegrar-se". ""Technical Ecstasy", llançat el 25 de setembre de 1976, també va rebre crítiques diverses. AllMusic atorga dues estrelles a l'àlbum, i assenyala que la banda s'estava "desgranant a un ritme alarmant".

## Acomiadament
El 1978, Osbourne va deixar la banda durant tres mesos per seguir un projecte en solitari anomenat "Blizzard of Ozz", un títol que havia suggerit el seu pare. Tres membres de la banda Necromandus, que havien donat suport a Sabbath a Birmingham quan es deien Earth, van recolzar a Osbourne a l'estudi i es van convertir breument en la primera encarnació de la seva banda en solitari.

A petició dels altres membres de la banda, Osbourne es va unir a Sabbath. La banda va passar cinc mesos als "Sounds Interchange Studios" de Toronto, on van escriure i gravar el seu següent àlbum, "Never Say Die!" "Va trigar molt de temps", va dir Iommi sobre "Never Say Die!".
"Ens estàvem drogant molt, fent molta droga. Baixàvem a les sessions, i havíem de fer les maletes perquè estàvem massa apedregats; ens havíem de parar. Ningú podia encertar res, tots érem. al lloc, cadascú està jugant a una cosa diferent. Torníem a dormir i ho tornarem a provar l'endemà."
El maig de 1978, Black Sabbath va començar una gira en suport de "Never Say Die!" amb Van Halen com a teloner. Els crítics van qualificar l'actuació de Sabbath de "cansada i sense inspiració" en marcat contrast amb l'actuació "jovenil" de Van Halen, que estaven de gira pel món per primera vegada. La banda va gravar el seu concert a Hammersmith Odeon el juny de 1978, que es va publicar en vídeo com "Never Say Die". L'últim espectacle de la gira i l'última aparició d'Osbourne amb Black Sabbath durant set anys més, el 1985, va ser a Albuquerque, Nou Mèxic, l'11 de desembre.
El 1979, Black Sabbath va tornar a l'estudi, però va sorgir tensió i conflicte entre els membres de la banda. Osbourne recorda que se li va demanar que enregistrés la seva veu una vegada i una altra, i Iommi va manipular les pistes sense parar. La relació entre Osbourne i Iommi es va convertir en polèmica. El 27 d'abril de 1979, a la insistència d'Iommi però amb el suport de Butler i Ward, Osbourne va ser expulsat de Black Sabbath. Els motius que se li van proporcionar van ser que no era fiable i tenia problemes de consum excessiu de substàncies en comparació amb els altres membres. Osbourne afirma que el seu consum de drogues i alcohol en aquell moment no era ni millor ni pitjor que el dels altres membres.

La banda va substituir Osbourne per l'antic cantant de Rainbow Ronnie James Dio. En una entrevista del 21 d'agost de 1987 amb Tommy Vance al Friday Rock Show de la BBC Radio 1, Dio va dir:
"Jo no era, ni ho seré mai, Ozzy Osbourne. Va ser el vocalista i compositor d'aquella època que va ajudar a crear aquesta banda i fer-la, què era i què és en la seva forma clàssica."
El conflicte entre Iommi i Osbourne va començar gairebé immediatament en la seva col·laboració de treball. En resposta a un fulletó de 1969 que deia: "Ozzy Zig Needs Gig- has own PA", que Osbourne va publicar en una botiga de discos, Iommi i Ward van arribar a l'adreça indicada per parlar amb Ozzy Zig, com ell es va anomenar llavors a si mateix. Quan Iommi va veure a Osbourne sortir d'una altra habitació de la casa, va recordar que el coneixia com una "plaga" des dels seus dies d'escola. Després de la formació de Black Sabbath, Iommi "va fer fora" Osbourne diverses vegades al llarg dels anys, quan les travessias d'embriaguesa del cantant es van convertir en massa per prendre.
Iommi recorda un incident a principis de la dècada de 1970 en què Osbourne i Butler es barallaven a l'habitació d'un hotel. Iommi va treure a Osbourne de Butler en un intent de trencar la baralla d'embriaguesa, i el vocalista va procedir a girar-se i donar-li un swing salvatge. Iommi va respondre deixant inconscient a Osbourne amb un cop de puny a la mandíbula.

## Carrera en solitari

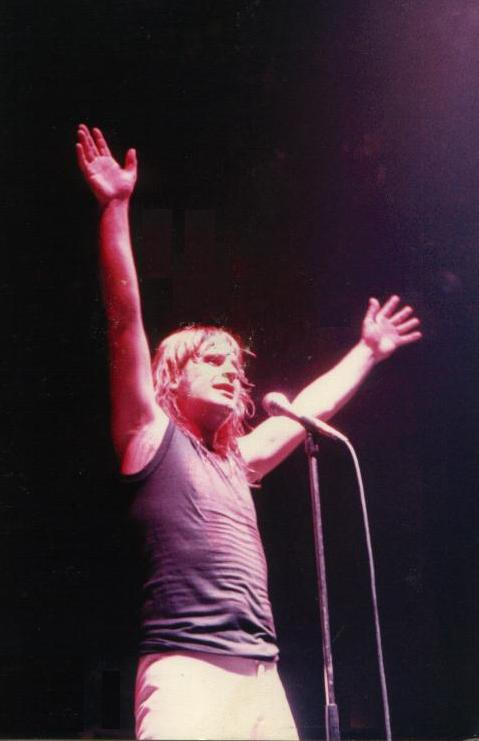
Osbourne actuant a Cardiff el 1981

Després de marxar de Black Sabbath, Osbourne va recordar:
"Vaig rebre 96.000 lliures per la meva part del nom, així que em vaig tancar i em vaig passar tres mesos fent cocaina i begudes alcohòliques. Vaig pensar: "Aquesta és la meva darrera festa", perquè després d'això tornaré a Birmingham i a la dole."
 Tanmateix, Don Arden el va fitxar a Jet Records amb l'objectiu d'enregistrar nou material. Arden va enviar a la seva filla Sharon a Los Angeles per "vetllar per les necessitats d'Ozzy, siguin quines fossin", per protegir la seva inversió. Arden inicialment esperava que Osbourne tornés a Sabbath, a qui dirigia personalment en aquell moment, i més tard va intentar convèncer el cantant perquè nomenés la seva nova banda "Son of Sabbath", que Osbourne odiava. Sharon va intentar convèncer Osbourne per formar un supergrup amb el guitarrista Gary Moore. "Quan vivia a Los Angeles", va recordar Moore, "[la banda de Moore] G-Force el va ajudar a fer audicions de músics. Si els bateria s'estaven provant, jo tocava la guitarra, i si venia un baixista, el meu bateria ajudaria, sentia pena per ell, bàsicament. Ell sempre estava rondant intentant que m'hi unís, i jo no en cap ganes."
A finals de 1979, sota la direcció dels Ardens, Osbourne va formar el "Blizzard of Ozz", amb el bateria Lee Kerslake (d'Uriah Heep), el baixista i lletrista Bob Daisley (de Rainbow i, més tard, Uriah Heep), el teclista Don Airey, (de Rainbow i, més tard, Deep Purple), i el guitarrista Randy Rhoads (de Quiet Riot). La companyia discogràfica finalment titularia l'àlbum debut del grup "Blizzard of Ozz", acreditat simplement a Osbourne, començant així la seva carrera en solitari. Escrit conjuntament amb Daisley i Rhoads, va portar a Osbourne un èxit considerable en el seu primer esforç en solitari. Encara que s'accepta generalment que Osbourne i Rhoads van començar la banda, Daisley va afirmar més tard que ell i Osbourne van formar la banda a Anglaterra abans que Rhoads s'unís oficialment.

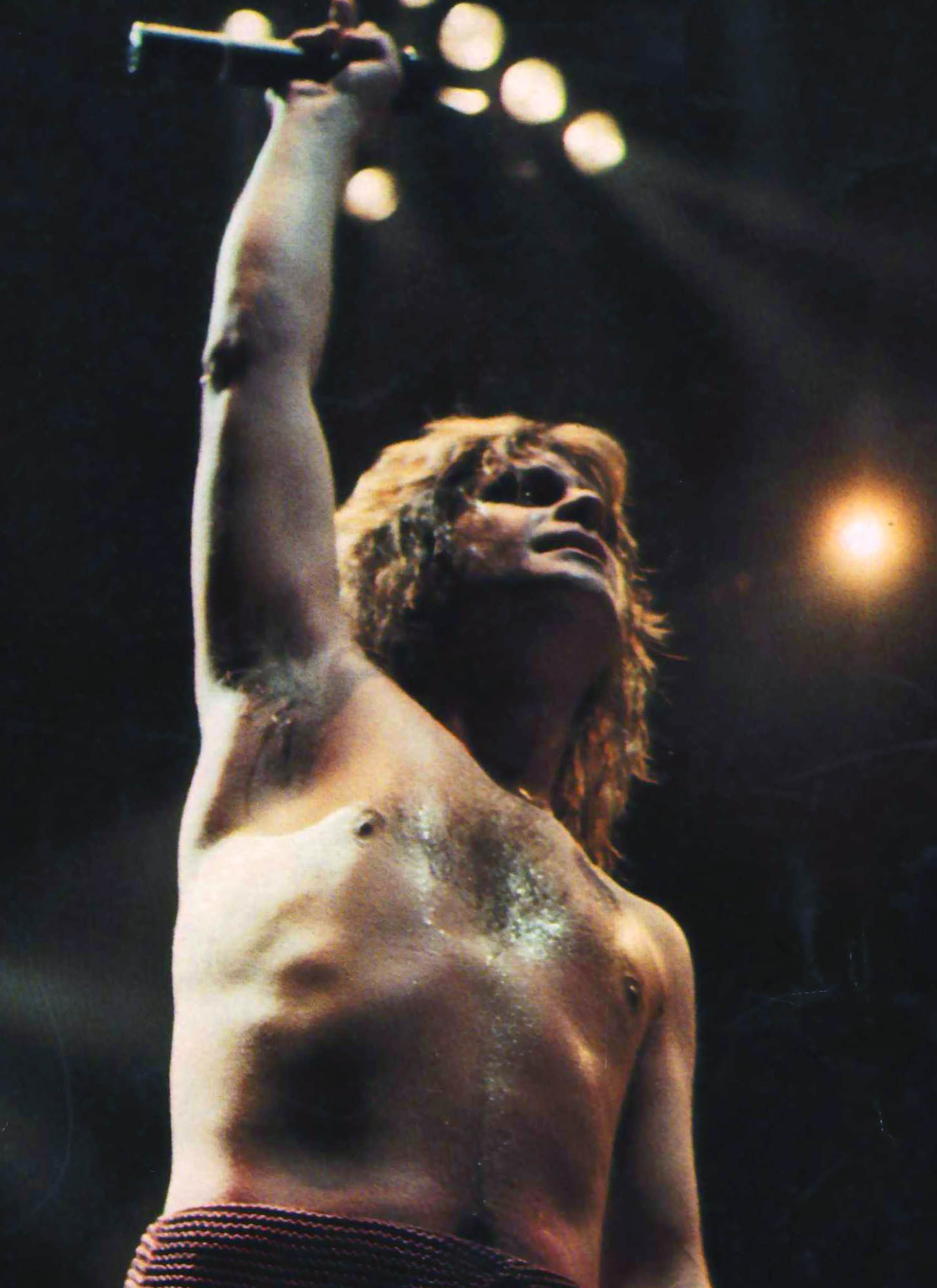
Osbourne el1982

Blizzard of Ozz és un dels pocs àlbums entre els 100 més venuts de la dècada de 1980 que ha aconseguit l'estatus de multi-platí sense el benefici d'un single entre els 40 millors. A l'agost de 1997, havia aconseguit l'estatus de quàdruple platí, segons la RIAA. "Vaig envejar la carrera d'Ozzy...", va comentar l'antic bateria de Sabbath Bill Ward. "Semblava que venia de tot el que hagués passat i semblava que tornava a estar en el seu camí; fent discos i coses...ho vaig envejar perquè volia això...estava amargat. temps completament miserable."
El segon àlbum d'Osbourne, "Diary of a Madman", va incloure més cançons escrites conjuntament amb Lee Kerslake. Pel seu treball en aquest àlbum i Blizzard of Ozz, Rhoads va ser classificat com el 85è millor guitarrista de tots els temps per la revista Rolling Stone el 2003. Aquest àlbum és conegut pels senzills "Over the Mountain" i "Flying High Again" i, com explica Osbourne a la seva autobiografia, és el seu favorit personal. Tommy Aldridge i Rudy Sarzo aviat van substituir Kerslake i Daisley. Aldridge havia estat l'opció original d'Osbourne com a bateria, però un compromís amb Gary Moore l'havia fet no disponible. Sarzo haviaactuat amb "Quiet Riot" amb Rhoads, que el va recomanar per al càrrec.
El 19 de març de 1982, la banda va estar a Florida per a la seva gira "Diary of a Madman", i a una setmana de tocar al Madison Square Garden a la ciutat de Nova York. Un avió lleuger pilotat per Andrew Aycock, el conductor de l'autobús de gira de la banda, que portava Rhoads i Rachel Youngblood, la dissenyadora de vestuari i maquillatge de la banda, es va estavellar mentre feia passades baixes sobre l'autobús de la gira de la banda. L'ala esquerra de l'avió va tallar l'autobús, provocant que l'avió toqués un arbre i s'estavella contra el garatge d'una mansió propera, matant Rhoads, Aycock i Youngblood. L'accident va ser considerat com el resultat del "mal judici del pilot en el brunzit de l'autobús i la mala avaluació de l'eliminació d'obstacles". En experimentar de primera mà l'horrible mort del seu amic íntim i company de banda, Osbourne va caure en una profunda depressió. La gira va ser cancel·lada durant dues setmanes mentre Osbourne, Sharon i Aldridge van tornar a Los Angeles per fer balanç mentre Sarzo es va quedar a Florida amb la família.
Gary Moore va ser el primer a ser consultat per substituir Rhoads, però si va negar. Amb un termini de dues setmanes per trobar un nou guitarrista i reprendre la gira, Robert Sarzo, germà del baixista de la banda, Rudy Sarzo, va ser escollit per substituir Rhoads. L'antic guitarrista de Gillan Bernie Tormé, però, va volar a Califòrnia des d'Anglaterra amb la promesa de Jet Records que tenia la feina. Un cop Sharon es va adonar que Jet Records ja havia pagat un avançament a Tormé, va ser contractat de mala gana en lloc de Sarzo. La gira es va reprendre l'1 d'abril de 1982, però l'estil basat en el blues de Tormé era impopular entre els fans. Després d'un grapat d'espectacles va informar a Sharon que tornaria a Anglaterra per continuar treballant en un àlbum en solitari que havia començat abans de venir a Amèrica. En una audició a l'habitació d'un hotel, Osbourne va seleccionar Brad Gillis de Night Ranger per acabar la gira. La gira va culminar amb el llançament de l'àlbum en directe "Speak of the Devil" de 1982, gravat al Ritz de la ciutat de Nova York. Més tard també es va publicar un àlbum tribut en directe per a Rhoads. Malgrat les dificultats, Osbourne va continuar després de la mort de Rhoads. "Speak of the Devil", conegut al Regne Unit com "Talk of the Devil", es va planejar originalment per consistir en enregistraments en directe de 1981, principalment del treball en solitari d'Osbourne. Sota contracte per produir un àlbum en directe, va acabar format íntegrament per versions de Sabbath gravades amb Gillis, Sarzo i Tommy Aldridge.
El 1982, Osbourne va aparèixer com a vocalista principal a la cançó de ball pop Was (Not Was) "Shake Your Head (Let's Go to Bed)". Remesclat i republicat a principis dels anys 90 per a un àlbum d'èxits Was (Not Was) a Europa, va arribar al número quatre a la llista de singles del Regne Unit. El 1983, Jake E. Lee, abans de Ratt i Rough Cutt, es va unir a Osbourne per gravar "Bark at the Moon". L'àlbum, coescrit amb Daisley, comptava amb Aldridge i l'antic tecladista de Rainbow Don Airey. L'àlbum conté el favorit dels fans "Bark at the Moon". El vídeo musical de "Bark at the Moon" es va rodar parcialment al sanatori d'Holloway fora de Londres, Anglaterra. En poques setmanes, l'àlbum es va convertir en or certificat. Ha venut tres milions de còpies als Estats Units. Va seguir "The Ultimate Sin" de 1986 (amb el baixista Phil Soussan i el bateria Randy Castillo), i va fer una gira darrere dels dos àlbums amb l'antic teclista d'Uriah Heep, John Sinclair unint-se abans de la gira "Ultimate Sin". En el moment de la seva publicació, "The Ultimate Sin" era l'àlbum d'estudi més alt d'Osbourne. La RIAA va concedir a l'àlbum l'estatus de platí el 14 de maig de 1986, poc després del seu llançament; va rebre l'estatus de Doble Platí el 26 d'octubre de 1994.
Jake E. Lee i Osbourne es van separar el 1987. Osbourne va continuar lluitant amb la dependència química. Aquell any va commemorar el cinquè aniversari de la mort de "Rhoads amb Tribute", una col·lecció d'enregistraments en directe de 1981. El 1988 Osbourne va aparèixer a "The Decline of Western Civilization Part II: The Metal Years" i va dir a la directora Penelope Spheeris que "la sobrietat és una merda". Mentrestant, Osbourne va trobar Zakk Wylde, que va ser el substitut més durador de Rhoads fins ara. Junts van gravar No Rest for the Wicked amb Castillo a la bateria, Sinclair als teclats i Daisley coescrivint lletres i tocant el baix. La gira posterior va veure que Osbourne es va reunir amb l'antic company de banda de Black Sabbath, Geezer Butler al baix. Dos anys després es va publicar un EP en directe (titulat "Just Say Ozzy") amb Geezer. El 1988, Osbourne va actuar a la balada de rock "Close My Eyes Forever", un duet amb Lita Ford, arribant al número 8 del Billboard Hot 100. El 1989 Osbourne va actuar al Festival de la Pau de la Música de Moscou.

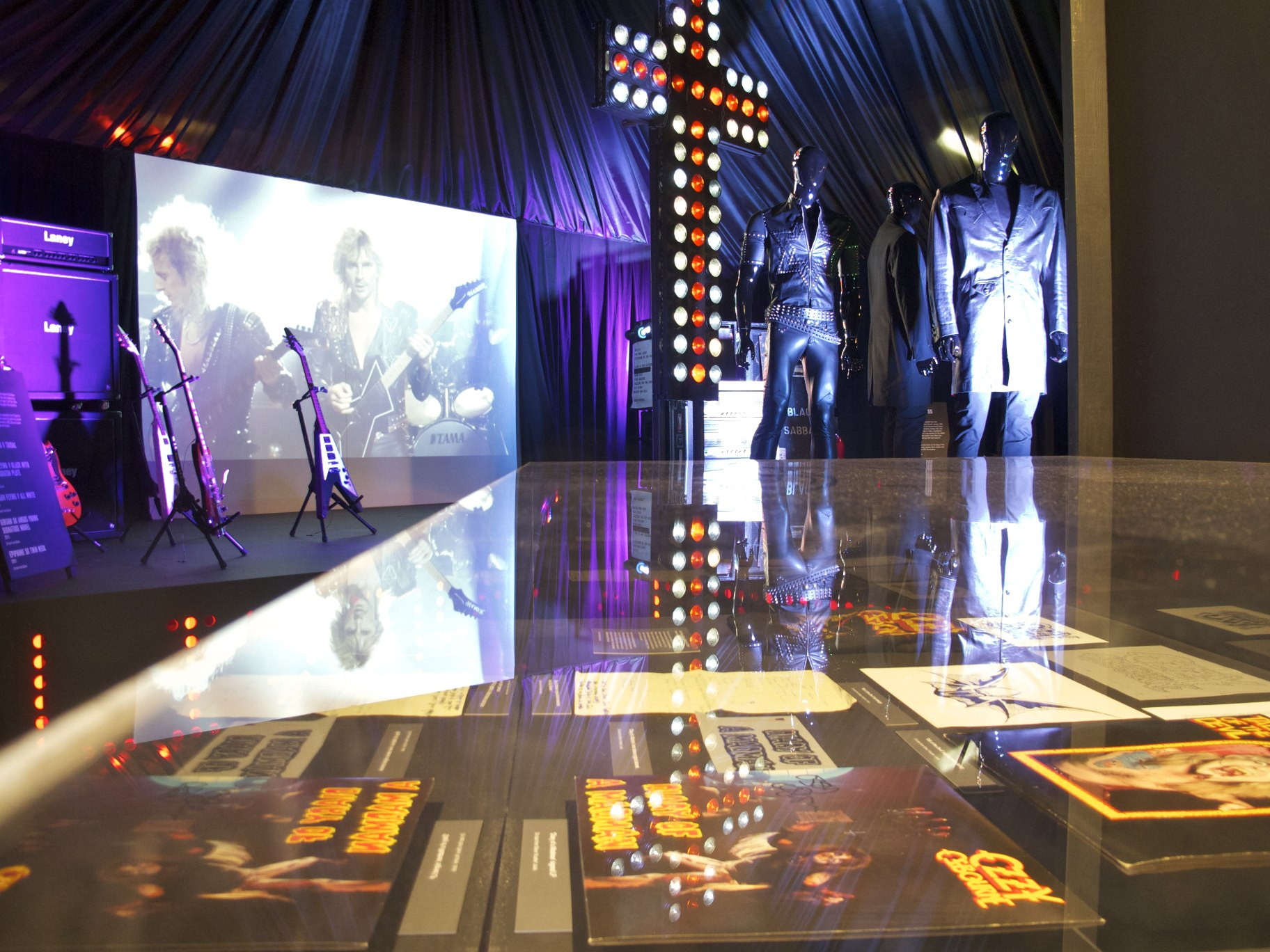
El LP Diary of a Madman d'Osbourne (a baix) s'exhibeix a l'exposició Home of Metal del Birmingham Museum and Art Gallery de Birmingham, la seva ciutat natal

Amb èxit durant la dècada de 1980, Osbourne va mantenir l'èxit comercial durant la dècada de 1990, començant amb "No More Tears" de 1991, amb "Mama, I'm Coming Home". L'àlbum va gaudir de molta ràdio i MTV. També va iniciar la pràctica de portar compositors externs per ajudar a escriure el material en solitari d'Osbourne en lloc de confiar en el seu conjunt de gravació. L'àlbum va ser mesclat pel veterà productor de rock Michael Wagener. Osbourne va rebre un premi Grammy per la cançó "I Don't Want to Change the World" de Live & Loud, a la millor interpretació de metall de 1994. Wagener també va barrejar l'àlbum en directe Live & Loud publicat el 28 de juny de 1993. Amb la intenció de ser l'últim àlbum d'Osbourne, va obtenir quatre cops de platí, i va ocupar el lloc 10 a les llistes de rock Billboard d'aquell any. En aquest punt, Osbourne va expressar el seu cansament amb les gires i va proclamar la seva "gira de jubilació" (que seria de curta durada). Es deia "No More Tours", un joc de paraules amb No More Tears. Mike Inez d'Alice in Chains es va fer càrrec del baix i Kevin Jones tocava els teclats mentre Sinclair feia gira amb el Cult.
Tot el catàleg de CD d'Osbourne va ser remasteritzat i reeditat el 1995. El 1995 Osbourne va llançar Ozzmosis i va tornar a girar, doblant els seus concerts "The Retirement Sucks Tour". L'àlbum va aconseguir el número 4 al Billboard 200 dels EUA. La RIAA va certificar l'àlbum or i platí el mateix any, i doble platí l'abril de 1999.
La formació d'Ozzmosis era Wylde, Butler (que acabava de deixar Black Sabbath de nou) i l'antic Bad English, Steve Vai i el bateria de Hardline Deen Castronovo, que més tard es van unir a Journey. Rick Wakeman i el productor Michael Beinhorn van tocar els teclats. La gira va mantenir Butler i Castronovo i va veure el retorn de Sinclair, però un canvi important en la formació va ser la introducció de l'antic guitarrista de David Lee Roth Joe Holmes. Wylde estava considerant una oferta per unir-se a Guns N' Roses. Incapaç d'esperar una decisió sobre la marxa de Wylde, Osbourne el va substituir. A principis de 1996, Butler i Castronovo van marxar. Inez i Randy Castillo (Lita Ford, Mötley Crüe) van participar. Finalment, Mike Bordin de "Faith No More" i l'antic "Suicidal Tendencies" i el futur baixista de Metallica, Robert Trujillo es van unir a la bateria i al baix respectivament. Un paquet de grans èxits, The Ozzman Cometh, es va publicar el 1997.

## Ozzfest

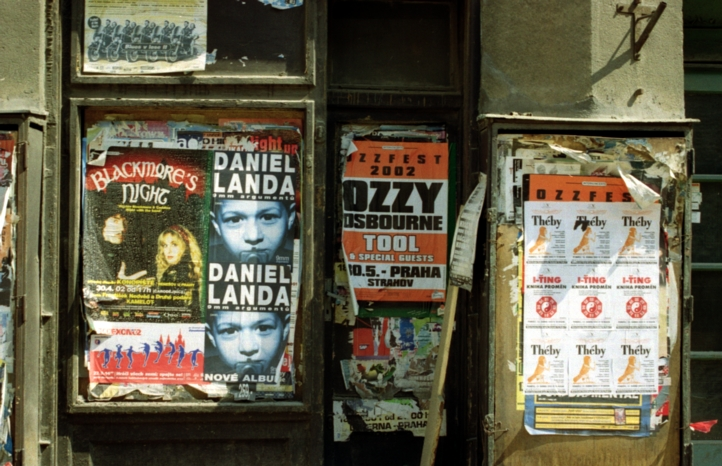
Un cartell del concert de l'Ozzfest (centre) a la porta d'una botiga de Praga, l'estiu del 2002

El major èxit financer d'Osbourne dels anys noranta va ser una empresa anomenada Ozzfest, creada i gestionada per la seva dona/gerent Sharon i assistida pel seu fill Jack. El primer Ozzfest es va celebrar a Phoenix, Arizona, el 25 d'octubre de 1996 i a Devore, Califòrnia, el 26 d'octubre. Ozzfest va ser un èxit instantani entre els fans del metall, ajudant molts grups emergents que hi apareixien a una àmplia exposició i èxit comercial. Alguns actes van compartir el projecte amb un Black Sabbath reformat durant la gira de l'Ozzfest de 1997, començant a West Palm Beach, Florida. Osbourne es va reunir amb els membres originals de Sabbath el 1997 i des de llavors ha actuat periòdicament amb ells.
Des dels seus inicis, cinc milions de persones han assistit a l'Ozzfest, que ha recaptat més de 100 milions de dòlars. El festival va ajudar a promocionar molts nous actes de hard rock i heavy metal de finals dels anys noranta i principis dels anys 2000. Ozzfest va ajudar a Osbourne a convertir-se en la primera estrella de hard rock i heavy metal a assolir 50 milions de dòlars en vendes de mercaderies. El 2005, Osbourne i la seva dona Sharon van protagonitzar un reality show de competició de MTV titulat "Battle for Ozzfest". Una sèrie de bandes encara sense signar envien un membre a competir en un repte per guanyar un lloc a l'Ozzfest de 2005 i un possible contracte de gravació. Poc després de l'Ozzfest 2005, Osbourne va anunciar que deixarà de ser titular de l'Ozzfest. Tot i que va anunciar la seva retirada de l'Ozzfest, Osbourne va tornar com a protagonista de la gira. El 2006 Osbourne va tancar l'esdeveniment durant una mica més de la meitat dels concerts, deixant que els altres fossin tancats per System of a Down. També va tocar l'acte de clausura de la segona etapa al Shoreline Amphitheatre de Mountain View, Califòrnia l'1 de juliol, així com a Randalls Island, Nova York el 29 de juliol. Després del concert a Bristol, Virgínia, Osbourne va anunciar que tornaria un any més a l'Ozzfest el 2007.
Les entrades per a la gira de 2007 es van oferir als aficionats de manera gratuïta, la qual cosa va provocar certa controvèrsia. El 2008, l'Ozzfest es va reduir a un esdeveniment d'un dia a Dallas, on va tocar Osbourne, juntament amb Metallica i King Diamond. El 2010, la gira es va obrir amb una parodia de Jersey Shore protagonitzada per Osbourne[71]. Osbourne va aparèixer com a cap de cartell tancant l'espectacle després dels actes de teloner Halford i Mötley Crüe. La gira, encara que petita (només es van tocar sis locals als Estats Units i un al Regne Unit), va generar crítiques entusiastes.

## Anys 2000

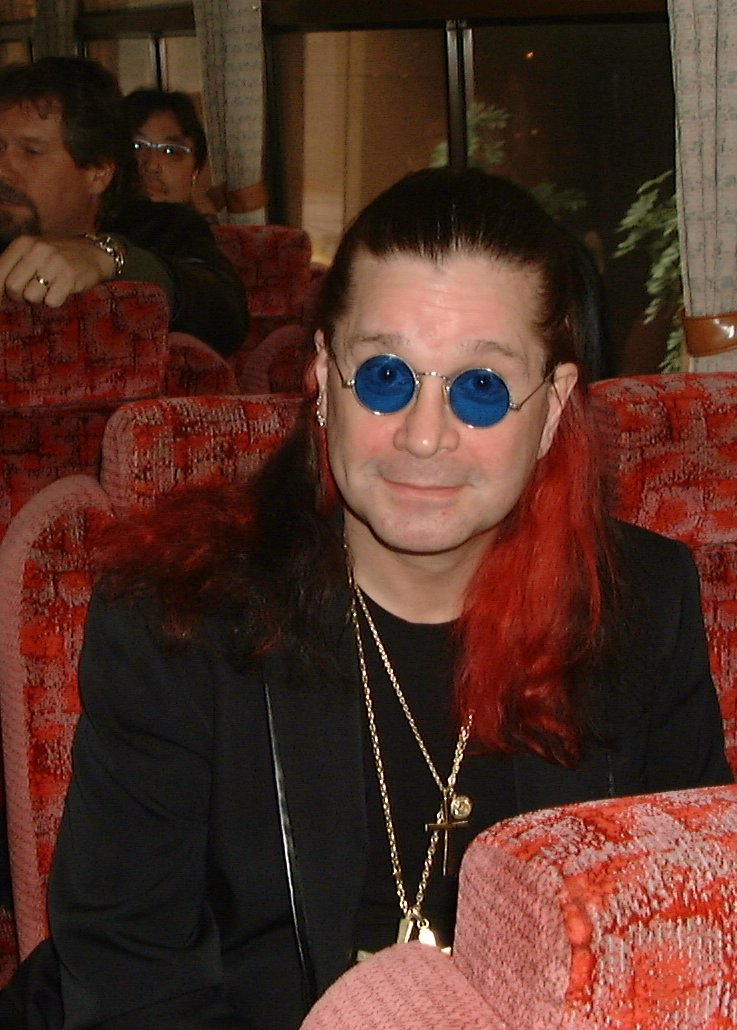
Osbourne de gira al Japó l'abril de 1999

"Down to Earth", el primer àlbum d'Osbourne amb material d'estudi nou en sis anys, va ser llançat el 16 d'octubre de 2001. Un àlbum en directe, "Live at Budokan", va seguir el 2002. "Down to Earth", que va aconseguir l'estatus de platí el 2003, va incloure el senzill "Dreamer". ", una cançó que va assolir el número 10 a "Mainstream Rock Tracks" de Billboard. El juny de 2002, Osbourne va ser convidat a participar en el Jubileu d'Or de la Reina Isabel II, interpretant l'himne de Black Sabbath "Paranoid" al concert de "Party at the Palace" als terrenys del Palau de Buckingham. El 2003, Osbourne va reclutar l'antic baixista de Metallica Jason Newsted, encara que el seu temps amb Osbourne seria curt. Curiosament, l'antic baixista d'Osbourne, Robert Trujillo, va substituir Newsted a Metallica durant aquest mateix període.
El 8 de desembre de 2003, Osbourne va ser sotmès a una cirurgia d'urgència a l'Hospital de Wexham Park de Slough quan va tenir un accident amb el seu quad a la seva finca a Jordans, Buckinghamshire. Osbourne es va trencar la clavícula, vuit costelles i una vèrtebra del coll. Es va fer una operació per aixecar la clavícula, que es creia que descansava sobre una artèria important i interrompia el flux sanguini al braç. Sharon va revelar més tard que Osbourne havia deixat de respirar després de l'accident i va ser ressuscitat pel guardaespatlles personal d'Osbourne, Sam Ruston. Mentre estava a l'hospital, Osbourne va aconseguir el seu primer senzill número u al Regne Unit, un duet de la balada de Black Sabbath, "Changes" amb la filla Kelly. En fer-ho, va batre el rècord del període més llarg entre la primera aparició d'un artista a les llistes del Regne Unit (amb "Paranoid", número quatre de Black Sabbath l'agost de 1970) i el seu primer èxit número u: una bretxa de 33 anys. Des de l'accident del quad, a part d'alguns problemes de memòria a curt termini, es va recuperar completament i va ser titular de l'Ozzfest del 2004, al Black Sabbath reunit.

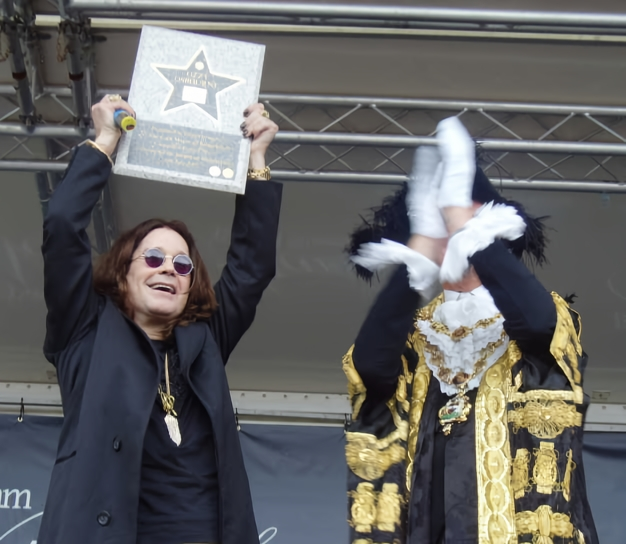
Osbourne el 2007 amb l'alcalde de Birmingham (dreta) a la seva ciutat natal

El març de 2005, Osbourne va llançar una caixa anomenada "Prince of Darkness". El primer i el segon disc són col·leccions d'actuacions en directe, cares B, demos i senzills. El tercer disc contenia duets i altres temes estranys amb altres artistes, inclòs "Born to Be Wild" amb Miss Piggy. El quart disc, és un material completament nou on Osbourne cobreix les seves cançons preferides de les seves majors influències i bandes preferides, com els The Beatles, John Lennon, David Bowie i altres. Al novembre de 2005, Osbourne va llançar l'àlbum de portades "Under Cover", amb 10 cançons del quart disc de "Prince of Darkness" i 3 cançons més. La banda d'Osbourne per a aquest àlbum incloïa el guitarrista d'Alice in Chains, Jerry Cantrell,[82] el baixista Chris Wyse[82] i el bateria de Faith No More Mike Bordin.
Osbourne també va ajudar a jutjar la sèrie britànica de 2005 de "X-Factor" on la seva dona Sharon va ser una de les principals jutges. Al març de 2006, va dir que esperava llançar un nou àlbum d'estudi aviat amb el guitarrista de sempre, Zakk Wylde de "Black Label Society". A l'octubre de 2006, es va anunciar que Tony Iommi, Ronnie James Dio, Vinny Appice i Geezer Butler tornarien a fer una gira junts, encara que no com a Black Sabbath sinó amb el sobrenom de "Heaven & Hell", el títol del primer àlbum de Black Sabbath de Dio. .

El següent àlbum d'Osbourne, titulat "Black Rain", va ser llançat el 22 de maig de 2007. El seu primer àlbum d'estudi nou en gairebé sis anys, presentava un to més seriós que els àlbums anteriors.
"Vaig pensar que mai tornaria a escriure sense cap estímul... Però saps què? En lloc d'agafar l'ampolla, em vaig dir sincerament: 'No vull que la vida se'n vagi [a trossos]",
 Osbourne. va declarar a la revista Billboard.

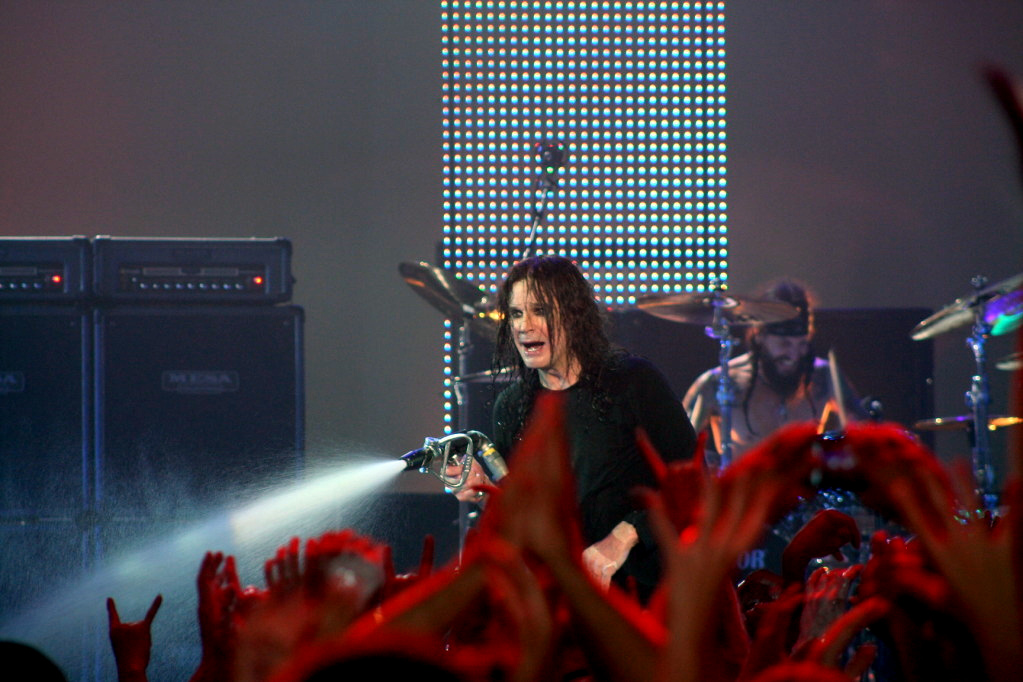
Osbourne a la BlizzCon d'Anaheim, Califòrnia el 2009

Osbourne va revelar el juliol de 2009 que actualment estava buscant un nou guitarrista. Tot i que afirma que no s'ha barallat amb Zakk Wylde, va dir que sentia que les seves cançons començaven a sonar com la "Black Label Society" i li agradava un canvi. L'agost de 2009, Osbourne va actuar al festival d'actuacions "BlizzCon" amb un nou guitarrista a la seva formació, Gus G. Osbourne també va proporcionar la seva veu i semblança al personatge del videojoc "Brütal Legend The Guardian of Metal". Al novembre, Slash va presentar a Osbourne com a veu al seu senzill "Crucify the Dead", i Osbourne amb la seva dona Sharon van ser amfitrions convidades a WWE Raw. Al desembre, Osbourne va anunciar que llançaria un nou àlbum titulat "Soul Sucka" amb Gus G, Tommy Clufetos a la bateria i Blasko al baix. Els comentaris negatius dels fans van ser cridats a l'atenció d'Osbourne pel que fa al títol de l'àlbum. Pel que fa a l'opinió dels fans, el 29 de març Osbourne va anunciar que el seu àlbum seria rebatejat com "Scream".

## Anys 2010
El 13 d'abril de 2010, Osbourne va anunciar que la data de llançament de "Scream" seria el 15 de juny de 2010. La data de llançament es va canviar més tard a una setmana més tard. Un senzill de l'àlbum, "Let Me Hear You Scream", va debutar el 14 d'abril de 2010 a l'episodi de CSI: NY. La cançó va passar vuit setmanes a la llista Billboard Rock Songs, arribant al número 7.

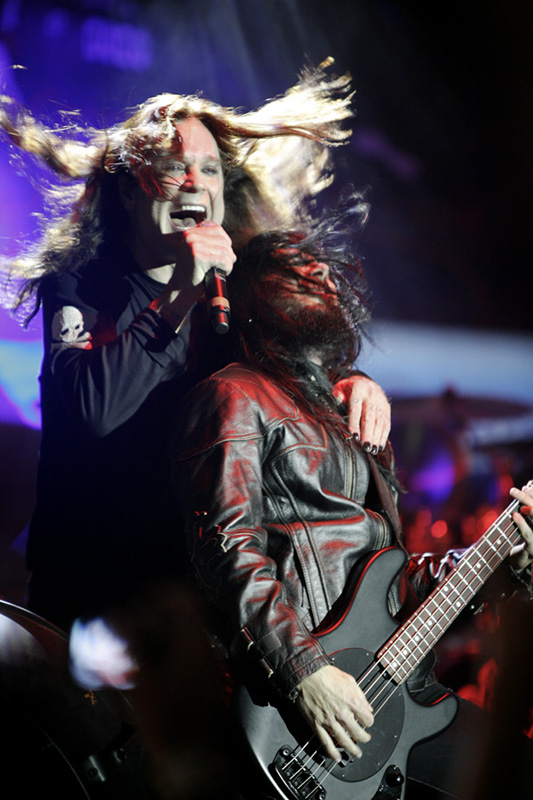
Osbourne actuant amb el baixista Rob Nicholson l'abril de 2013

El 9 d'agost de 2010, Osbourne va anunciar que el segon senzill de l'àlbum seria "Life Won't Wait" i el vídeo de la cançó seria dirigit pel seu fill Jack. Quan se li va preguntar sobre les seves opinions sobre "Scream" en una entrevista, Osbourne va anunciar que "ja està pensant en el proper àlbum". L'actual bateria d'Osbourne, Tommy Clufetos, va reflectir aquest sentiment, dient que "Ja estem presentant noves idees entre bastidors, a les habitacions de l'hotel i a la prova de so i tenim un munt d'idees gravades". L'octubre de 2014, Osbourne va publicar "Memoirs of a Madman", una col·lecció que celebra tota la seva carrera en solitari. Una versió en CD contenia 17 senzills de tota la seva carrera, mai compilats junts. La versió en DVD contenia vídeos musicals, actuacions en directe i entrevistes.
L'agost de 2015, la presidenta d'Epic Records, Sylvia Rhone, va confirmar amb Billboard que Osbourne estava treballant en un altre àlbum d'estudi; el setembre de 2019, Osbourne va anunciar que havia acabat l'àlbum en quatre setmanes després de la seva col·laboració, amb Post Malone. L'abril de 2017, es va anunciar que el guitarrista Zakk Wylde es reuniria amb Osbourne per a una gira d'estiu per commemorar el 30è aniversari de la seva primera col·laboració a ""No Rest for the Wicked" de 1988. El primer espectacle de la gira va tenir lloc el 14 de juliol al Rock USA Festival a Oshkosh, Wisconsin.
El 6 de novembre de 2017, Ozzy es va anunciar com l'acte principal del diumenge del Festival de descàrregues de 2018 que se celebra anualment a Donington Park a Leicestershire, Anglaterra. Després d'haver arribat a l'escenari principal en anys anteriors davant de Black Sabbath, aquesta serà la seva primera aparició en solitari de titular de descàrrega. El conjunt del Download Festival arriba com a part de l'anunci final de la gira mundial d'Osbourne aquell matí.

El 6 de febrer de 2018, Osbourne va anunciar que s'embarcaria en la seva última gira mundial anomenada "No More Tours II", una referència a la seva gira homònima de 1992, amb el suport de Stone Sour a la part nord-americana de la gira. Més tard va insistir que no es retiraria:
"És 'No More Tours', així que ja no faré gires mundials. Encara faré concerts, però no aniré de gira durant sis mesos a un temps més. M'agradaria passar una estona a casa."
El 6 de setembre de 2019, Osbourne va aparèixer a la cançó "Take What You Want" de Post Malone. La cançó arribaria al lloc 8 de les llistes Billboard Hot 100, convertint-se en el primer senzill d'Osbourne en el Top 10 dels Estats Units en 30 anys des que va aparèixer a "Close My Eyes Forever" de Lita Ford.

## Anys 2020
El 21 de febrer de 2020, Osbourne va llançar el seu primer àlbum en solitari en gairebé deu anys, "Ordinary Man", que va rebre crítiques positives dels crítics musicals i va debutar al número tres de la llista d'àlbums del Regne Unit. Uns dies després del llançament, Osbourne va dir a "iHeartRadio" que volia fer un altre àlbum amb Andrew Watt, el principal productor de "Ordinary Man". Una setmana després del llançament de l'àlbum, es va llançar un videojoc de 8 bits dedicat a Osbourne, anomenat "Legend of Ozzy". Osbourne va començar a treballar en el seu àlbum de seguiment, una vegada més amb Andrew Watt. Al novembre de 2021, Sony va anunciar que l'àlbum d'Osbourne es publicarà en sis mesos; també es va anunciar que Zakk Wylde participarà plenament en l'àlbum després de la seva absència a "Ordinary Man". El 24 de juny de 2022, Osbourne va anunciar que el seu tretzè àlbum es titularia "Patient Number 9" i va llançar la cançó del títol juntament amb un vídeo musical que l'acompanya aquest mateix dia. L'àlbum es va publicar el 9 de setembre de 2022.
El gener de 2023, Osbourne va anunciar que la etapa europea del "No More Tours II" seria cancel·lada després de gairebé dos anys d'ajornament. Osbourne es va retirar efectivament de les gires, citant el seu accident el 2019 que va provocar que el cantant patís danys a la columna vertebral, alhora que va afirmar el seu pla de continuar actuacions en directe a menor escala tal com ho permetés la seva salut.
El 2023, Rolling Stone va classificar Osbourne al número 112 de la seva llista dels 200 millors cantants de tots els temps.

## Reunió de Black Sabbath

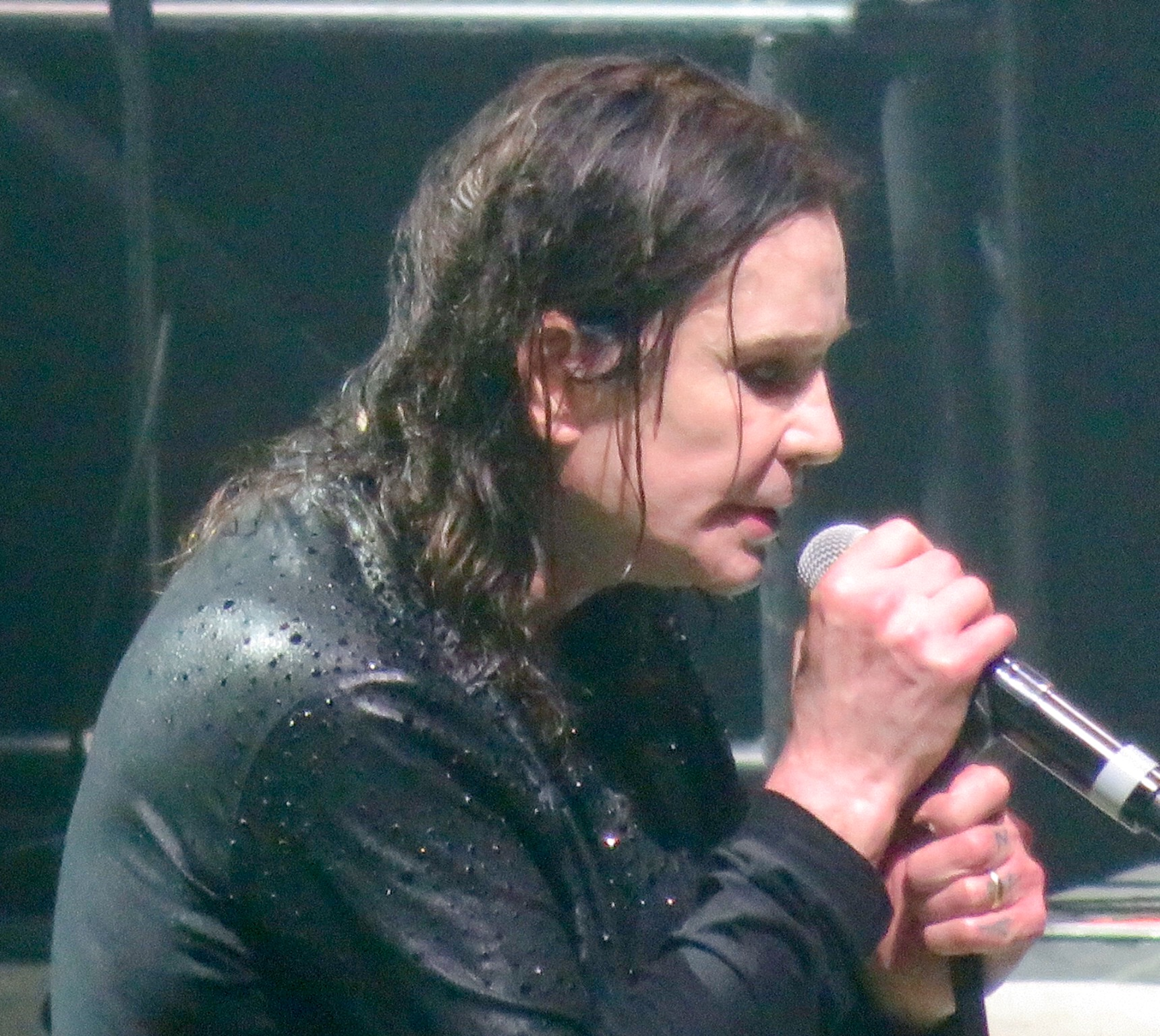
Osbourne cantant a l'última actuació de Black Sabbath a Birmingham el febrer de 2017

Es va anunciar l'11 de novembre de 2011 durant una conferència de premsa al club "Whisky a Go Go a Sunset Strip" de West Hollywood que la formació original de Black Sabbath d'Ozzy, Tony Iommi, Geezer Butler i Bill Ward es reuniria per a una gira mundial i noves àlbum, que serà produït per Rick Rubin. Bill Ward va abandonar per motius contractuals, però el projecte va continuar amb Brad Wilk de "Rage Against the Machine" substituint Ward a la bateria. El 21 de maig de 2012, Black Sabbath va tocar a l'O2 Academy de la seva ciutat natal Birmingham, el seu primer concert des de la seva reunió. L'àlbum, titulat 13, va ser llançat l'11 de juny de 2013, i va encapçalar tant la llista d'àlbums del Regne Unit com la Billboard 200 dels EUA.
Al gener de 2016, la banda va començar una gira de comiat, titulada "The End", que significava les actuacions finals de Black Sabbath. Els espectacles finals de la gira "The End" van tenir lloc al Genting Arena de la seva ciutat natal de Birmingham, Anglaterra, els dies 2 i 4 de febrer de 2017, amb Tommy Clufetos substituint Bill Ward com a bateria de l'espectacle final.
El 8 d'agost de 2022, Osbourne i Iommi van fer una aparició sorpresa, durant la cerimònia de clausura dels Jocs de la Commonwealth de 2022 a Birmingham. Això va marcar la primera actuació en directe d'Osbourne en tres anys, després d'un període de mala salut.

### Back to the Beginning
Back to the Beginning va ser un concert benèfic de Black Sabbath amb diversos artistes de suport com Metallica, Slayer, Pantera, Gojira, Halestorm, Alice in Chain, Lamb Of God, Anthrax i Mastodon, a més d'altres músics convidats que va tenir lloc el 5 de juliol de 2025 a Villa Park a Aston, Birmingham, Anglaterra, molt a prop d'on es va formar la banda el 1968. L'esdeveniment va concloure amb les últimes actuacions en directe tant de la banda com del cantant principal Ozzy Osbourne; també va marcar la primera vegada des del 2005 que la formació original de la banda (Osbourne, Tony Iommi, Geezer Butler i Bill Ward) havia actuat junts en directe. Osbourne, que ja no podia caminar a causa d'una malaltia de Parkinson avançada, va cantar assegut en un tron.

## Altres treballs de producció
Osbourne va aconseguir un estatus de celebritat més gran mitjançant la seva pròpia marca de televisió de realitat. The Osbournes, una sèrie que presenta la vida domèstica d'Osbourne i la seva família (la dona Sharon, els fills Jack i Kelly, aparicions ocasionals del seu fill Louis, però la filla gran Aimee no hi va participar). El programa es va convertir en un dels grans èxits de MTV. Es va estrenar el 5 de març de 2002 i l'episodi final es va emetre el 21 de març de 2005.

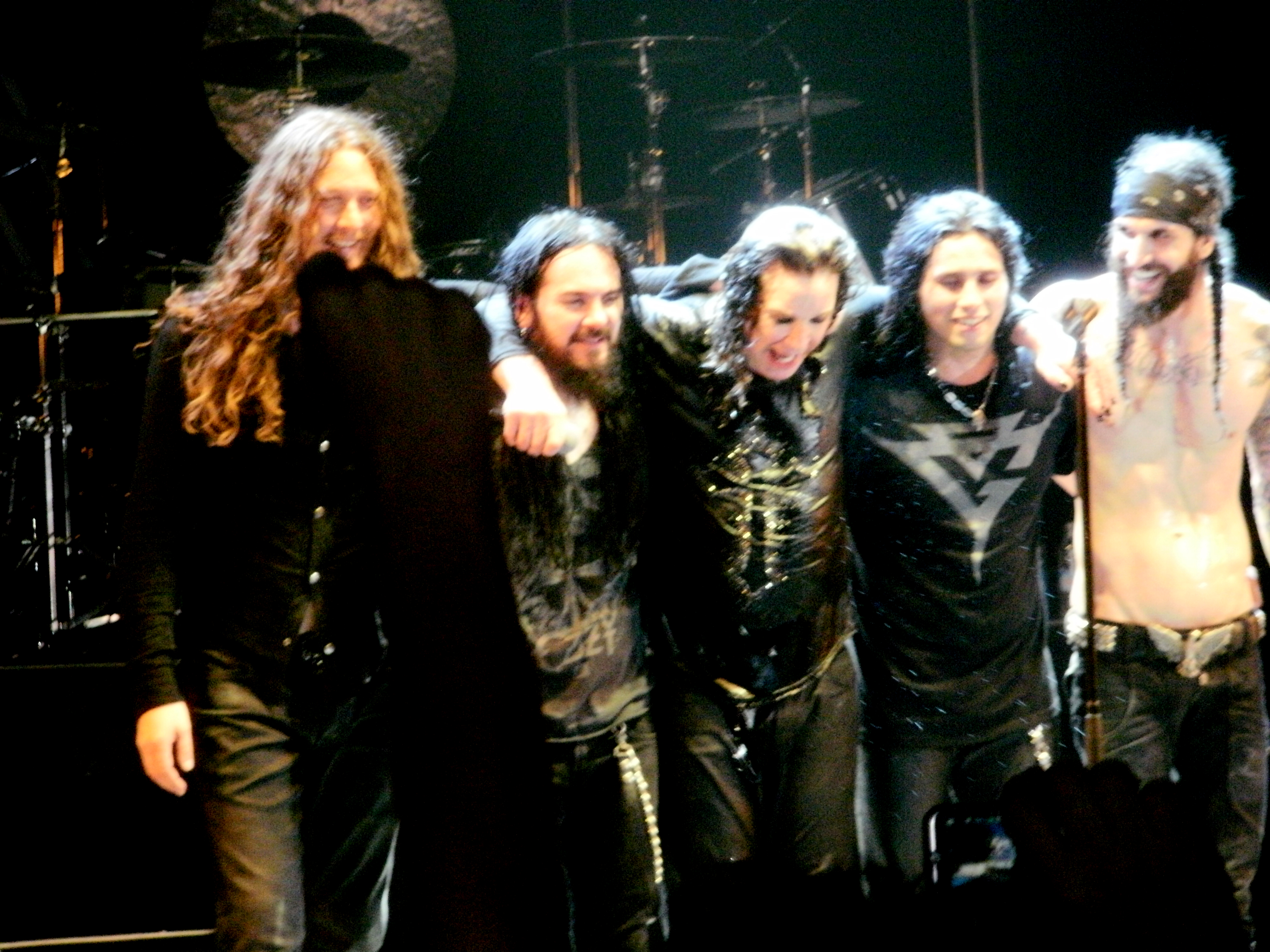
Osbourne (centre) i la seva banda de gira el juny de 2011

L'èxit de The Osbournes va portar a Osbourne i a la resta de la seva família a acollir la 30a edició dels "American Music Awards" el gener de 2003. La nit va estar marcada amb constants "bips" a causa d'alguns dels comentaris lascives i obstins fets per Ozzy i Sharon Osbourne. La presentadora Patricia Heaton va sortir a mig camí amb fàstic. El 20 de febrer de 2008, Ozzy, Sharon, Kelly i Jack Osbourne van ser els amfitrions dels BRIT Awards 2008 celebrats a Earls Court, Londres. Ozzy va aparèixer en un anunci de televisió de "I Can't Believe It's Not Butter!" que va començar a emetre's al Regne Unit el febrer de 2006.
Ozzy apareix en un anunci per al videojoc en línia "World of Warcraft". També va aparèixer al videojoc musical "Guitar Hero World Tour" com a personatge jugador. Es desbloqueja en completar "Mr. Crowley" i "Crazy Train" a la carrera de vocalista. El simulador de vol de combat de fantasia fosca de 2002 "Savage Skies" es va desenvolupar inicialment sota el títol "Ozzy's Black Skies" i havia de presentar la seva semblança, així com cançons tant de la seva etapa a Black Sabbath com de la seva carrera en solitari, però problemas amb la llicència van obligar el desenvolupador "iRock Interactive" a tornar a utilitzar el joc i llançar-lo sense la marca Osbourne.
Osbourne va publicar una autobiografia l'octubre de 2009, titulada "I Am Ozzy". Osbourne diu que l'escriptor fantasma Chris Ayres li va dir al cantant que té prou material per a un segon llibre. També s'està treballant una adaptació cinematogràfica de "I Am Ozzy", i Osbourne diu que espera que "un noi desconegut d'Anglaterra" aconsegueixi el paper per sobre d'un actor establert, mentre que Sharon va declarar que escolliria l'actriu anglesa Carey Mulligan per interpretar-la.
Un documental sobre la vida i la carrera d'Osbourne, titulat "God Bless Ozzy Osbourne", es va estrenar l'abril de 2011 al Festival de Cinema de Tribeca i es va estrenar en DVD el novembre de 2011. La pel·lícula va ser produïda pel fill d'Osbourne, Jack. El 15 de maig de 2013, Osbourne, juntament amb els membres actuals de Black Sabbath, va aparèixer en un episodi de "CSI: Crime Scene Investigation" "Skin in the Game". El 24 de juliol de 2016, History Channel va estrenar una sèrie de televisió comèdia protagonitzada per Ozzy Osbourne i el seu fill Jack Osbourne, anomenada "Ozzy & Jack's World Detour". Durant cada episodi, Ozzy i Jack visiten un o més llocs per conèixer la història dels experts i explorar aspectes inusuals o peculiars dels seus antecedents.
Osbourne va aparèixer en un episodi de Gogglebox del novembre de 2017 juntament amb altres celebritats del Regne Unit com Ed Sheeran, l'antic líder d'Oasis Liam Gallagher i el líder del Partit Laborista Jeremy Corbyn com a part de la campanya de recaptació de fons de Channel 4 i "Cancer Research UK's Stand Up to Cancer". El novembre de 2017, Osbourne va entrar en un nou àmbit de patrocini quan va signar com a ambaixador d'un casino en línia de temàtica rock conegut com Metal Casino, que va ser fundat per fans de la música metal l'agost de 2017. El febrer de 2019, el soci de marxandatge d'Osbourne va anunciar que Ozzy tindria el seu propi joc de màquines escurabutxaques en línia de marca com a part de la cartera de música de "NetEnt Rocks".

## Premis

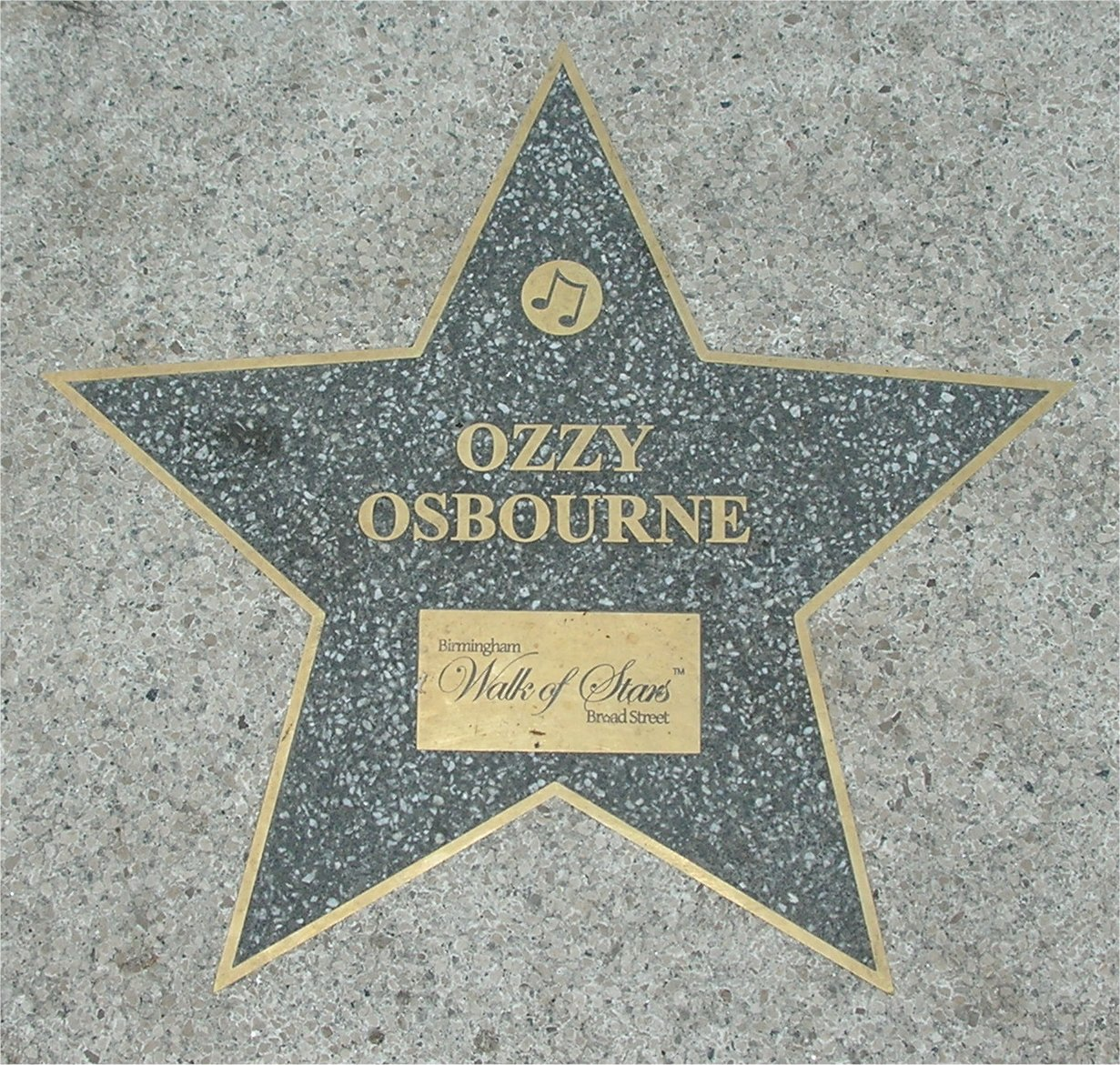
Osbourne va aparèixer al Birmingham Walk of Stars a Birmingham, Anglaterra

Osbourne ha rebut diversos premis per les seves contribucions a la comunitat musical. El 1994, va ser guardonat amb un premi Grammy per la cançó "I Don't Want to Change the World" de Live & Loud a la millor interpretació de metall de 1994. Als NME Awards de 2004 a Londres, Osbourne va rebre el premi per Godlike Genius. El 2005 Osbourne va ser inclòs al UK Music Hall of Fame com a artista solista i com a membre de Black Sabbath. El 2006, va ser inclòs al Rock and Roll Hall of Fame dels Estats Units amb els companys de Black Sabbath Tony Iommi, Bill Ward i Geezer Butler.

El 2007 Osbourne va ser homenatjat a la segona edició anual de VH1 Rock Honors, juntament amb Genesis, Heart i ZZ Top. A més, aquell any es va col·locar una estrella de bronze en honor a Osbourne a "Broad Street" a Birmingham, Anglaterra, mentre Osbourne mirava. El 18 de maig Osbourne havia rebut l'avís que seria el primer membre de "The Birmingham Walk of Stars". Li va lliurar el premi el Lord Alcalde de Birmingham. "Estic molt honrat", va dir,
"Tota la meva família és aquí i agraeixo a tothom aquesta recepció, estic absolutament noquejat".

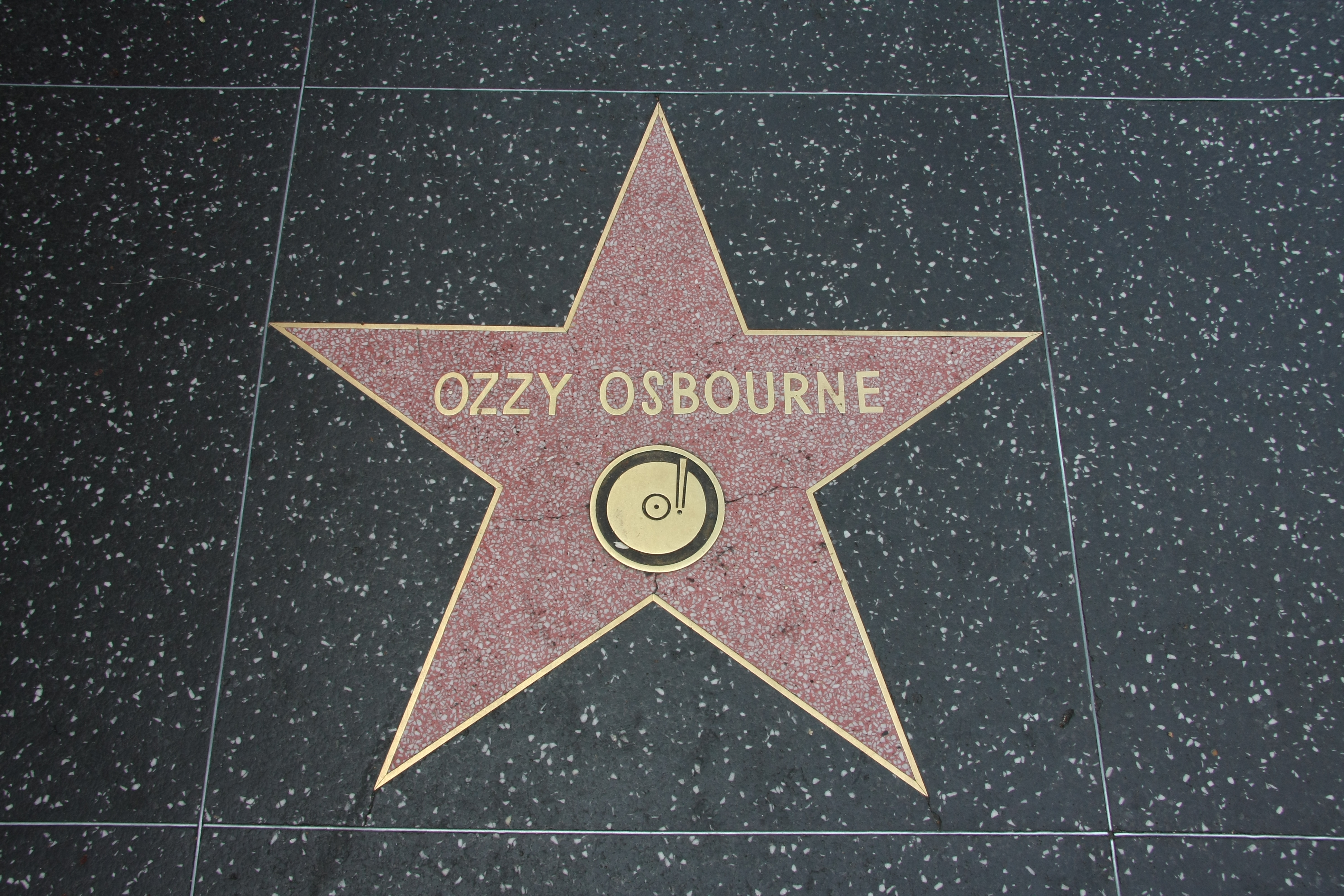
L'estrella d'Osbourne al Passeig de la Fama de Hollywood a Los Angeles

El 2008 Osbourne va ser coronat amb el prestigiós premi Living Legend als premis "Classic Rock Roll of Honor". Els anteriors destinataris inclouen Alice Cooper, Lemmy, Jimmy Page. Slash, l'antic guitarrista de Guns N' Roses, va presentar el premi. El 2010, Osbourne va guanyar l'honor "Literary Achievement" per les seves memòries, "I Am Ozzy", als Guys Choice Awards a Sony Pictures Studio a Culver City, Califòrnia. Osbourne va rebre el premi Sir Ben Kingsley. El llibre va debutar al número 2 de la llista de best-sellers de no ficció de tapa dura del New York Times. Osbourne també va ser jutge dels sisè, 10è i 11è Premis anuals de música independent per donar suport a les carreres dels artistes independents. El maig de 2015, Osbourne va rebre el premi Ivor Novello a la seva trajectòria de l'Acadèmia Britànica de Compositors, Compositors i Autors en una cerimònia celebrada al Grosvenor House Hotel, Londres. El 2016, Osbourne tenia un tramvia amb el seu nom a la seva ciutat natal de Birmingham.
L'abril de 2021 Osbourne va ser inclòs a l'ala de celebritats del Saló de la Fama de la WWE per les seves diverses aparicions, sobretot per la seva aparició a "WrestleMania 2" el 1986, quan ell i Lou Albano van dirigir The British Bulldogs (Davey Boy Smith i The Dynamite Kid) a la seva victòria del Campionat de Paretes de la WWE World Tag Team Championship (Greg Valentine i Brutus Beefcake).

## Vida personal
El 1971, Osbourne va conèixer a la seva primera esposa Thelma (de soltera Riley) al Rum Runner, una discoteca de Birmingham, Anglaterra, on treballava. Es van casar més tard aquell any i aviat van néixer els fills Jessica i Louis. Més tard, Osbourne es va referir al seu primer matrimoni com "un terrible error". El seu consum de drogues i alcohol, juntament amb les seves absències freqüents mentre feia gira amb Black Sabbath, van passar factura a la seva vida familiar; els seus fills es van queixar després que no era un bon pare. A la pel·lícula documental de 2011 "God Bless Ozzy Osbourne", produïda pel seu fill Jack, Osbourne va admetre que ni tan sols recordava quan van néixer Louis i Jessica.

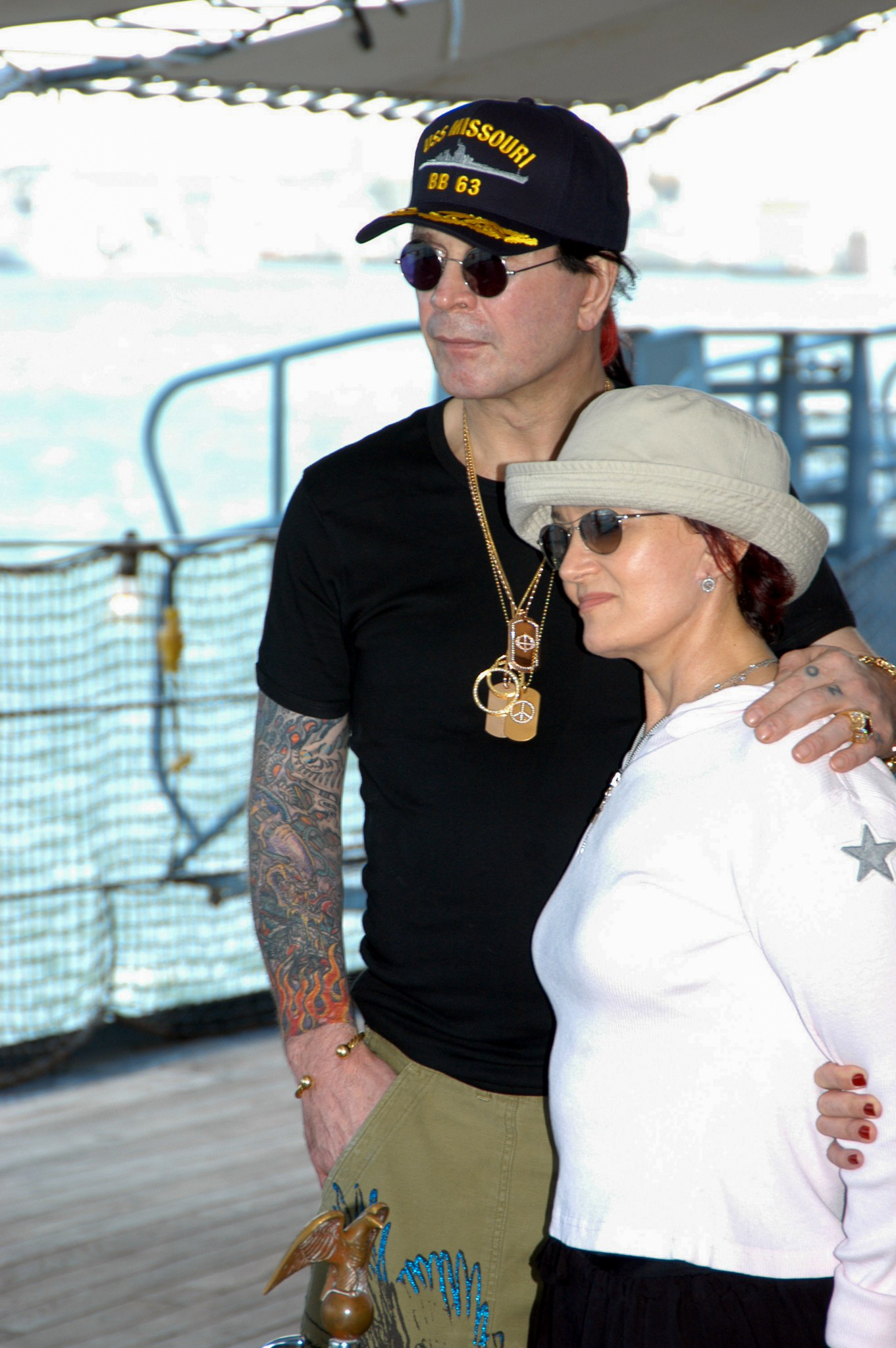
Ozzy i Sharon Osbourne a Hawaii el 2004

Osbourne es va casar amb la seva gerent Sharon Arden el 4 de juliol de 1982 i la parella va tenir tres fills junts, Aimee (nascut el 2 de setembre de 1983), Kelly (nascut el 27 d'octubre de 1984) i Jack (nascut el 8 de novembre de 1985). Més tard va confessar que la coneguda data del "Quatre de juliol" del Dia de la Independència dels EUA va ser escollida perquè mai oblidés el seu aniversari. El guitarrista Randy Rhoads va predir el 1981 que la parella "probablement es casaria algun dia" malgrat les seves constants baralles i el fet que Osbourne encara estava casat amb Thelma en aquell moment. Osbourne té nombrosos néts.
Osbourne va escriure una cançó per a la seva filla Aimee, que va aparèixer com a cara B a l'àlbum Ozzmosis. Al final de la cançó, es pot sentir aquesta filla dient "Sempre seré el teu àngel", fent referència a la lletra del cor de la cançó. La cançó "My Little Man", que apareix a Ozzmosis, va ser escrita sobre el seu fill Jack. La família Osbourne divideix el seu temps entre la seva mansió de Buckinghamshire i una casa a Los Angeles.

Encara que Osbourne ha estat acusat durant molt de temps de ser un satanista, The New York Times va informar el 1992 que era un membre practicant de l'Església d'Anglaterra i va a resar abans de cada espectacle. El 2002, Osbourne i la seva dona Sharon van ser convidats al sopar de l'Associació de Corresponsals de la Casa Blanca per la corresponsal de Fox News Channel, Greta Van Susteren, per a l'esdeveniment d'aquell any. El llavors president George W. Bush va assenyalar la presència d'Osbourne fent broma:
"El que passa amb Ozzy és que ha fet molts enregistraments de gran èxit: 'Party with the Animals', 'Sabbath Bloody Sabbath', 'Facing Hell', 'Black Skies'" i "Bloodbath in Paradise". Ozzy, a la mare li encanten les teves coses."
Ozzy i la seva dona són una de les parelles més riques del Regne Unit, segons el Sunday Times, Rich List. Van ocupar el lloc número 458 el 2005, amb un capital estimat de 100 milions de lliures guanyades amb enregistraments, gires i programes de televisió. Osbourne té més de 15 tatuatges, el més famós dels quals són les lletres O-Z-Z-Y a través dels artells de la mà esquerra. Aquest va ser el seu primer tatuatge, creat per ell mateix quan era adolescent amb una agulla de cosir i una mina de llapis. Un fan de molt temps de la companyia de comèdia Monty Python, en una entrevista de 2010 amb "Us Weekly", Osbourne va declarar:
"La meva pel·lícula preferida és la vida de Brian de Monty Python".
Osbourne va patir cremades lleus després d'un petit incendi en una casa el gener de 2013. En el seu 65è aniversari, el 3 de desembre de 2013, va demanar als fans que celebressin el seu aniversari fent una donació a l'organització benèfica del càncer "Royal Marsden" a Londres.
El 6 de febrer de 2019, Osbourne va ser hospitalitzat en un lloc no revelat segons el consell del seu metge a causa de complicacions de la grip, i va posposar la etapa europea de la seva gira "No More Tours II". El problema es va descriure com una "infecció greu de les vies respiratòries superiors" després d'un atac de grip que el seu metge temia que pogués convertir-se en pneumònia, donada la fisicitat de les actuacions en directe i un extens calendari de viatges per Europa en dures condicions hivernals. La pneumònia s'adreça a les vies respiratòries i a la respiració i és freqüentment mortal en pacients d'edat avançada, la qual cosa requereix mesures preventives.
El 12 de febrer de 2019, Osbourne havia estat traslladat a cures intensives. Els promotors de la gira "Live Nation" van dir en un comunicat que tenien l'esperança que Osbourne estigués "en forma i saludable" i podria honrar les dates de gira a Austràlia i Nova Zelanda al març. Més tard, Osbourne va cancel·lar la gira per complet i, finalment, tots els espectacles programats per al 2019, després de patir ferides greus per una caiguda a la seva casa de Los Angeles mentre encara es recuperava d'una pneumònia. Li van diagnosticar la malaltia de Parkinson el febrer de 2019, que va revelar públicament el gener de 2020.
Al febrer de 2020, Osbourne va cancel·lar la gira nord-americana de 2020, buscant tractament a Suïssa fins a l'abril.

## Consum de drogues i alcohol
Osbourne ha fet un mal ús d'alcohol i altres drogues durant la major part de la seva vida adulta. Va admetre a Sounds el 1978:
Em drogo, em poso... Què dimonis té això de dolent? Hi ha d'haver alguna cosa malament amb el sistema si tanta gent s'ha de fotre... Jo mai prendré drogues o qualsevol cosa abans de pujar a l'escenari. Fumaré un porro o el que sigui després.
El company de Black Sabbath Tony Iommi va dir que mentre que tota la banda estava involucrada amb alcohol i altres drogues en diversos graus als anys setanta, Osbourne tenia l'estil de vida més insalubre de tots. Malgrat això, va dir Iommi, ell era normalment l'únic que quedava dempeus quan els altres estaven "fora pel recompte". El guitarrista de molt de temps Zakk Wylde ha atribuït la longevitat d'Osbourne malgrat les dècades d'ús indegut de substàncies a
"un tipus de fortalesa molt especial que és més gran que King Kong i Godzilla junts... de debò, és dur com les ungles, home!"
 La primera experiència d'Osbourne amb la cocaïna va ser a principis de 1971 en un hotel de Denver, Colorado, després d'un espectacle que Black Sabbath havia fet amb Mountain. Afirma que el guitarrista de Mountain, Leslie West, el va introduir a la droga. Tot i que West es resisteix a tenir el mèrit d'haver introduït a Osbourne a la cocaïna, Osbourne recorda l'experiència amb força claredat:
"Quan vens d'Aston i t'enamora de la cocaïna, recordes quan vas començar. És com tenir la teva primera merda!'"
 Osbourne diu que quan va provar la droga per primera vegada,
"El món es va anar fent una mica difús després d'això".
 Osbourne va afirmar haver pres LSD cada dia durant dos anys mentre estava a Black Sabbath. Durant el final del seu temps amb la banda, va dir que "es va emborratxar molt i molt apedregat cada dia".
El mal ús de drogues i alcohol d'Osbourne ha provocat de vegades friccions dins de la seva banda. Don Airey, teclista d'Osbourne durant la seva primera carrera en solitari, ha dit que els problemes d'abús de substàncies del vocalista van ser els que finalment el van fer abandonar la banda. A les seves memòries "Off the Rails", l'antic baixista Rudy Sarzo va detallar les frustracions que sentien ell i els seus companys de banda mentre van fer front a la vida a la carretera amb el vocalista, que estava en un estat d'embriaguesa gairebé constant i sovint tenia tanta ressaca que negar-se a realitzar. Quan va poder actuar, la seva veu sovint estava tan danyada pels cigarrets, l'alcohol i les drogues que l'actuació va patir. Molts espectacles de la etapa nord-americana de la gira "Diary of a Madman" de 1981-82 van ser simplement cancel·lats, i els membres de la seva banda ràpidament van començar a cansar-se de la imprevisibilitat, juntament amb els canvis d'humor sovint violents als quals era propens quan estava borratxo o drogat.
Osbourne afirma a la seva autobiografia que el 1981 va ser convidat a una reunió amb el cap de CBS Europe a Alemanya. Intoxicat, va decidir alleugerir l'estat d'ànim fent un striptease a la taula i després fent un petó als llavis a l'executiu discogràfic. Segons la seva dona Sharon, en realitat havia fet un pas d'oca amunt i avall de la taula i havia orinat amb el vi de l'executiu, però estava massa borratxo per recordar-ho.
El 18 de febrer de 1982, mentre vestia el vestit de la seva futura esposa Sharon per a una sessió de fotos a prop de l'Àlamo, Osbourne va orinar borratxo en un cenotafi erigit en honor dels que van morir en la batalla de l'Àlamo a Texas, a l'altra banda del carrer de l'edifici real. Un oficial de policia va arrestar Osbourne, i posteriorment va ser expulsat de la ciutat de San Antonio durant una dècada. Osbourne havia estat en una llarga borrasca i abans aquell mateix dia havia acomiadat per borratxera tota la seva banda, inclòs Randy Rhoads, després que li haguessin informat que no participarien en un àlbum en directe previst de cançons de Black Sabbath. També va atacar físicament a Rhoads i Rudy Sarzo en un bar de l'hotel aquell matí, i Sharon va informar a la banda que temia que "finalment s'hagués trencat". Més tard, Osbourne no recordava haver acomiadat la seva banda i la gira va continuar, encara que la seva relació amb Rhoads mai es va recuperar del tot. El maig de 1984, Osbourne va ser arrestat a Memphis, Tennessee, de nou per intoxicació pública. L'incident més notori va tenir lloc l'agost de 1989, quan Sharon va afirmar que Ozzy havia intentat estrangular-la després de tornar a casa del Festival de la Pau de la Música de Moscou, en una boira d'alcohol i drogues. L'incident va portar a Ozzy a sis mesos de rehabilitació, després dels quals, Sharon va recuperar la seva fe en el seu marit i no va presentar càrrecs.
Tot i que ha aconseguit mantenir-se net i sobri durant períodes llargs en els darrers anys, Osbourne ha comentat sovint sobre el seu antic estil de vida salvatge, expressant desconcertat per la seva pròpia supervivència durant 40 anys d'abús de drogues i alcohol. Després de ser acomiadat de Black Sabbath el 1979, Osbourne va passar els tres mesos següents tancat a la seva habitació d'hotel prenent grans quantitats d'alcohol i altres drogues contínuament, cada dia. Afirma que sens dubte hauria mort si la seva futura esposa Sharon no s'hagués ofert a gestionar-lo com a artista solista.
El 2003, Osbourne va dir al Los Angeles Times com estava gairebé incapacitat per la medicació prescrita per un metge de Beverly Hills. Es deia que el metge havia prescrit 13.000 dosis de 32 fàrmacs en un any. No obstant això, després d'una investigació de nou anys de la Junta Mèdica de Califòrnia, el metge de Beverly Hills va ser exonerat de tots els càrrecs de prescripció excessiva.
Osbourne va experimentar tremolors durant alguns anys i els va relacionar amb el seu continu consum de drogues. El maig de 2005, va descobrir que en realitat era Parkin, una malaltia genètica, els símptomes de la qual són similars a la malaltia de Parkinson. Osbourne haurà de prendre medicació diària durant la resta de la seva vida per combatre els estremiments involuntaris associats a la malaltia. Osbourne també ha mostrat símptomes de pèrdua d'audició lleu, tal com es mostra al programa de televisió "The Osbournes", on sovint demana a la seva família que repeteixi el que diuen. A la conferència TEDMED de l'octubre de 2010, científics de Knome, una empresa d'interpretació del genoma humà de Massachusetts, es van unir a Osbourne a l'escenari per discutir la seva anàlisi de tot el genoma d'Osbourne, que va donar llum sobre com el famós rocker de vida dura ha sobreviscut a dècades d'ús indegut de drogues.
A l'abril de 2013, Osbourne va revelar a través de Facebook que havia tornat a fumar, beure i consumir drogues durant l'últim any i mig, afirmant que "estava en un lloc molt fosc", però va dir que havia tornat a estar sobri des de principis de març. També es va disculpar amb Sharon, la seva família, amics, companys de banda i els seus fans pel seu comportament "demencial" durant aquest període. En una entrevista de febrer de 2021 a Variety, Ozzy i el seu fill Jack (que ha estat sobri durant 17 anys) van parlar de la seva recuperació. Ozzy va admetre haver estat sobri durant uns set anys.

## Polèmica
Al llarg de la seva carrera, molts grups religiosos han acusat Osbourne de tenir una influència negativa en els adolescents, afirmant que el seu gènere de música rock s'ha utilitzat per glorificar el satanisme. L'estudiós Christopher M. Moreman va comparar la polèmica amb les que es van plantejar contra l'ocultista Aleister Crowley. Tots dos van ser demonitzats pels mitjans de comunicació i alguns grups religiosos per les seves travessias. Encara que Osbourne tempta la comparació amb la seva cançó "Mr. Crowley", nega ser satanista; per contra, s'ha informat que Osbourne és membre de l'Església d'Anglaterra i que resa abans de pujar a l'escenari cada nit abans de cada concert.
El 1981, després de signar el seu primer contracte discogràfic en la seva carrera en solitari, Osbourne va mossegar el cap d'un colom durant una reunió amb els executius de CBS Records a Los Angeles. Pel que sembla, havia planejat llançar coloms a l'aire en senyal de pau, però com que en aquell moment estava intoxicat, va agafar un colom i li va mossegar el cap. Després va escopir el cap, amb sang encara gotejant dels seus llavis. A causa de la seva controvèrsia, l'acte de mossegar el cap ha estat parodiat i al·ludit diverses vegades al llarg de la seva carrera i forma part del que va fer famós Osbourne.
El 20 de gener de 1982, Osbourne va mossegar el cap d'un ratpenat que pensava que era de goma mentre actuava al "Veterans Memorial Auditorium de Des Moines", Iowa. Segons un article de Rolling Stone de 2004, el ratpenat estava viu en aquell moment; tanmateix, Mark Neal, de 17 anys, que el va llançar a l'escenari, va dir que el van portar a l'espectacle mort. Segons Osbourne al llibret de l'edició de 2002 de "Diary of a Madman", el ratpenat no només estava viu, sinó que va aconseguir mossegar-lo, cosa que va provocar que Osbourne fos tractat per la ràbia. El 20 de gener de 2019, Osbourne va commemorar el 37è aniversari de l'incident del ratpenat oferint una joguina "Ozzy Plush Bat" "amb cap desmuntable" a la venda a la seva botiga web personal. El web va afirmar que el primer lot de joguines es va esgotar en poques hores.

La nit de Cap d'Any de 1983, el jove canadenc James Jollimore va matar una dona i els seus dos fills a Halifax, Nova Escòcia, després d'escoltar la cançó "Bark at the Moon". Un amic de l'assassí va citar:
"Jimmy va dir que cada vegada que escoltava la cançó se sentia estrany per dins... Va dir que quan la va sentir la nit de Cap d'Any va sortir i va apunyalar algú".
El 1984, l'adolescent de Califòrnia John McCollum es va suïcidar mentre escoltava "Suicide Solution" d'Osbourne. La cançó tracta sobre els perills del mal ús d'alcohol. El suïcidi de McCollum va provocar denúncies que Osbourne va promoure el suïcidi a les seves cançons. McCollum tenia depressió clínica. Els seus pares van demandar a Osbourne (McCollum v. CBS) per la mort del seu fill, dient la lletra de la cançó: "On amagar-se, el suïcidi és l'única sortida. No saps de què va realment?" va convèncer McCollum de suïcidar-se. L'advocat de la família va suggerir que Osbourne hauria de ser acusat penalment per animar un jove a suïcidar-se, però els tribunals van donar la decisió a favor d'Osbourne, dient que no hi havia cap connexió entre la cançó i el suïcidi de McCollum. Osbourne va ser demandat pel mateix motiu l'any 1991 (Waller contra Osbourne), pels pares de Michael Waller, per 9 milions de dòlars, però els tribunals van tornar a sentenciar a favor d'Osbourne.
En les demandes presentades el 2000 i el 2002 que van ser desestimades pels tribunals el 2003, els antics membres de la banda Bob Daisley, Lee Kerslake i Phil Soussan van declarar que Osbourne va delinquir en pagar-los els drets d'autor i denegar-los el crèdit degut als àlbums en què van tocar. El novembre de 2003, un Tribunal Federal d'Apel·lacions va confirmar per unanimitat l'acomiadament per part del Tribunal de Districte dels Estats Units per al Districte Central de Califòrnia de la demanda presentada per Daisley i Kerslake. El Tribunal d'Apel·lacions dels Estats Units per al Novè Circuit va dictaminar que Osbourne no devia cap regal ni crèdit als antics membres de la banda que van ser acomiadats el 1981. Per resoldre més problemes, la direcció va optar per substituir les contribucions de Daisley i Kerslake als màsters originals, substituint-les per Robert Trujillo al baix i Mike Bordin a la bateria. Els àlbums es van reeditar llavors. Des d'aleshores, les cançons originals s'han restaurat d'acord amb el 30è aniversari d'aquests àlbums.

El juliol de 2010, Osbourne i Tony Iommi van decidir suspendre els procediments judicials sobre la propietat de la marca registrada Black Sabbath. Segons va informar a Blabbermouth,
"Les dues parts estan encantades de deixar això enrere i de cooperar per al futur i voldrien que se sàpiga que el tema mai va ser personal, sempre va ser negoci".

## Músics
| - Randy Rhoads - (1980-1982) - Jake E. Lee - (1983-1986) - Zakk Wylde - (1988-2002,2007-2009) - Brad Gillis - (1982) - Tony Iommi - (1993) - Joe Holmes - (1996) - Tim Palmer - (2001) - Dany Saber - (2001) - Jerry Cantrell - (2005) - Gus G. - (2009-?) | - Lee Kerslake - (1980-1981) - Tommy Aldridge - (1982-1983) - Randy Castillo - (1986-1993) - Bill Ward - (1993) - Deen Castronovo - (1995) - Mike Bordin - (2001-2007) - Tim Palmer - (2001) - Don Airey - (1980-1983) - Johnny Cook - (1981) - Mike Moran - (1986) - John Sinclair - (1988-2002) - Rick Wakeman - (1995) - Michael Beinhorn - (1995) - Tim Palmer - (2001) - Michael Railo - (2001) - Zakk Wylde - (2007) |

## Discografia
| Amb Black Sabbath - 1970: Black Sabbath - 1970: Paranoid - 1971: Master of Reality - 1972: Black Sabbath, Vol. 4 - 1973: Sabbath Bloody Sabbath - 1975: Sabotage - 1976: Technical Ecstasy - 1976: We Sold Our Soul for Rock 'n' Roll - 1978: Never Say Die! - 1998: Reunion - 2002: Past Lives - 2013: 13 | En solitari - 1980 Blizzard of Ozz - 1981 Diary of a Madman - 1983 Bark at the Moon - 1986 The Ultimate Sin - 1987 Tribute - 1988 No Rest for the Wicked - 1991 No More Tears - 1993 Live & Loud - 1995 Ozzmosis - 2001 Down to Earth - 2002 Live at Budokan - 2007 Black Rain - 2010 Scream - 2020 Ordinary Man - 2022 Patient Number 9 |